# Supercoppa d'Irlanda 2020
La Supercoppa d'Irlanda 2020 è stata la settima edizione del torneo. La partita si sarebbe dovuta dispuatre il 9 febbraio 2020 allo stadio Oriel Park di Cork tra il Dundalk, squadra campione della Premier Division 2019 e lo Shamrock Rovers vincitore della FAI Cup 2019. Prima rinviata per cattive condizioni meteorologiche, in seguito annullata a causa della diffusione della pandemia di COVID-19. Il Dundalk era la squadra campione in carica.

## Tabellino
| Dundalk 2020, ore GMT | Dundalk | – referto | Shamrock Rovers | Oriel Park |